# Phascum galilaeum
Phascum galilaeum är en bladmossart som beskrevs av Herrnstadt, Heyn in Herrnstadt, Heyn och Marshall Robert Crosby 1991. Phascum galilaeum ingår i släktet Phascum och familjen Pottiaceae. Inga underarter finns listade i Catalogue of Life.